# Roger Rivière
Roger Rivière (Saint-Étienne, 23 febbraio 1936 – Saint-Galmier, 1º aprile 1976) è stato un ciclista su strada e pistard francese.
Professionista dal 1957 al 1960, conta cinque vittorie di tappa al Tour de France e due alla Vuelta a España.

## Carriera
Tra i suoi risultati principali vi sono due record dell'ora (1957 e 1958) e tre campionati del mondo di inseguimento (1957, 1958 e 1959). Vinse anche cinque tappe al Tour de France e due alla Vuelta a España. 
La sua carriera si interruppe in maniera drammatica nel corso del Tour de France 1960: durante la 14ª tappa, nella discesa del Col de Perjuret, uscì di strada mentre inseguiva Gastone Nencini, suo rivale per la vittoria finale, precipitando in un dirupo. Nella caduta riportò la frattura della colonna vertebrale e rimase paralizzato alle gambe.
Aprì un ristorante con il nome di "Le Vigorelli" in onore del velodromo milanese che lo vide protagonista della maggiore impresa della sua carriera, ma l'attività economica fallì. Morì di cancro alla laringe all'età di soli 40 anni.

## Palmarès

### Strada
- 1955 (dilettanti)

Circuit d'Auvergne
Grand Prix des Industriels de Firminy
- 1956 (dilettanti)

1ª tappa Giro d'Europa (Zagabria > Fiume)
9ª tappa, 2ª semitappa Giro d'Europa (Étain > Longwy, cronometro)
Classifica generale Giro d'Europa
3ª tappa Route de France
6ª tappa Route de France
- 1959 (Saint Raphaël, sei vittorie)

Grand Prix d'Alger (cronometro, con Gérard Saint e Raphaël Géminiani)
7ª tappa, 1ª semitappa Critérium du Dauphiné Libéré
14ª tappa Vuelta a España (Eibar > Vitoria, cronometro)
16ª tappa Vuelta a España (Santander > Bilbao)
6ª tappa Tour de France (Blain > Nantes, cronometro)
21ª tappa Tour de France (Seurre > Digione, cronometro)
- 1960 (Saint Raphaël, sei vittorie)

Grand Prix d'Alger (cronocoppie, con Rudi Altig)
5ª tappa, 2ª semitappa Critérium du Dauphiné Libéré
3ª tappa, 2ª semitappa Quattro giorni di Dunkerque
1ª tappa, 2ª semitappa Tour de France (Bruxelles, cronometro)
6ª tappa Tour de France (Saint-Malo > Lorient)
10ª tappa Tour de France (Mont-de-Marsan > Pau)

#### Altri successi
- 1956 (dilettanti)

Classifica scalatori Giro d'Europa
- 1959 (Saint Raphaël)

1ª tappa, 1ª semitappa Vuelta a España (Madrid, cronosquadre)
13ª tappa Vuelta a España (San Sebastián, cronosquadre)

### Pista
- 1956

Campionati francesi, Inseguimento individuale dilettanti
Campionati invernali francesi, Inseguimento individuale dilettanti
- 1957

Campionati del mondo, Inseguimento individuale
Campionati francesi, Inseguimento individuale
- 1958

Campionati del mondo, Inseguimento individuale
- 1959

Campionati del mondo, Inseguimento individuale

## Piazzamenti

### Grandi Giri
- Tour de France

1959: 4º
1960: ritirato (14ª tappa)
- Vuelta a España

1959: 6º

### Classiche monumento
- Milano-Sanremo

1960: 22º
- Parigi-Roubaix

1959: 48º

## Riconoscimenti
- Premio Henry Deutsch de la Meurthe dell'Accademia dello Sport nel 1957
- Trophée Edmond Gentil nel 1957
- Inserito tra le Gloires du sport